# Конавле (община)
 Тази статия е за община Конавле.  За историко-географската област в Далмация вижте Конавле.  
Конавле (на хърватски: Konavle) е община в Хърватия, част от Дубровнишко-неретванска жупания.
Разположена е в най-южния край на страната, между Адриатическо море и границите с Босна и Херцеговина и Черна гора. Площта ѝ е 209,25 квадратни километра, а населението – около 8 600 души (2011). Административен център е град Цавтат.
Според преброяването от 2011 г. има 8577 жители, 97% от които са хървати.